# Ferdinand Kommerell

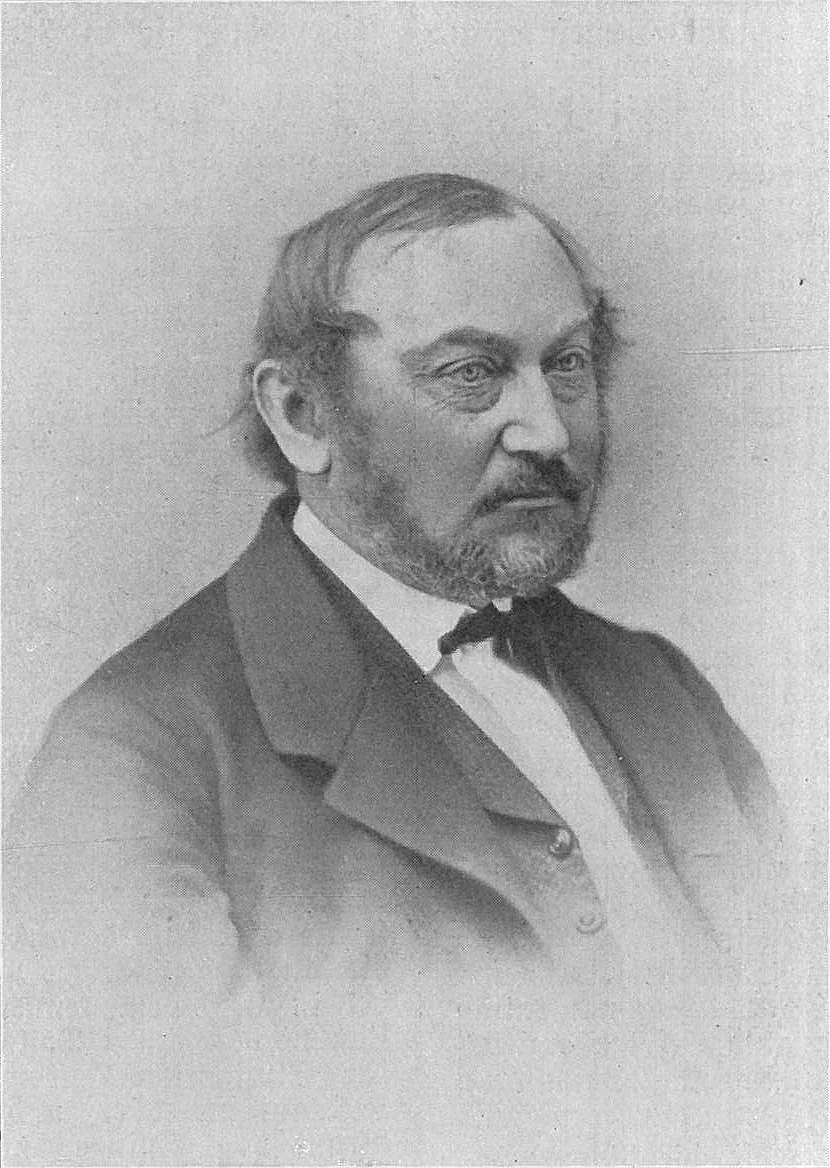
Ferdinand Kommerell (um 1860)

Ferdinand Kommerell  (* 16. Januar 1818 in Tübingen; † 22. Februar 1872 ebenda) war ein Mathematiker. Er war Oberreallehrer in Heidenheim und Tübingen sowie Honorarprofessor der Universität Tübingen.

## Leben

### Jugend
Ferdinand Kommerell war das vierte und jüngste Kind des Goldschmieds und Silberarbeiters Heinrich Kommerell (1774–1850) und dessen Frau, Rosine geb. Gottschick (1784–1840), eine Tochter des Tübinger Stadthauptmanns und Gerichtsverwandten Johann Christoph Gottschick.
Er besuchte zunächst die Volksschule und das Lyzeum in Tübingen, wo er ein auffallend guter Schüler war. 1831 bestand er das Landesexamen und war bis 1835 im Seminar Maulbronn. Schon früh zeigten sich sein Interesse und seine Begabung für Mathematik und Physik. Gerne hätte er diese Fächer studiert – Ephorus Karl Friedrich Hauber bereitete ihn am Ende der Seminarzeit auf ein Mathematikstudium vor. Ein Studium dieser Art war damals eher ungewöhnlich, weshalb der Vater, dem Rat seines Schwagers Johann Georg Freihofer (1806–1877) folgend, ihn auf eine gewöhnliche Theologenlaufbahn vorbereiten ließ. Ferdinand musste sich dem Wunsch des Vaters beugen. Er wurde also in das Tübinger Stift aufgenommen und studierte Theologie und Philosophie (bei Heinrich Ewald, Kern, Ferdinand Christian Baur und Eduard Zeller), doch bald hörte er auch mathematische (bei Hohl) und naturwissenschaftliche Vorlesungen (Physik bei Johann Gottlieb Nörrenberg). 1840 bestand er seine erste theologische Dienstprüfung mit der Note IIa, doch er blieb noch ein Semester in Tübingen, um seine mathematisch-physikalischen Studien fortzusetzen. Im Wintersemester 1840/41 unternahm er eine wissenschaftliche Reise nach Berlin, wo er sowohl theologische als auch naturwissenschaftliche Fächer hörte.

### Zwischen Ausbildung und Beruf
Anschließend übernahm Kommerell eine Vikarsstelle in Calw und nach einem halben Jahr eine in Kuppingen bei Herrenberg. In der Freizeit befasste er sich weiter mit dem Studium der Mathematik. Er stand im brieflichen Kontakt mit seinem ehemaligen Lehrer Hauber, der ihm Anleitung gab. Der Kuppinger Pfarrer lobte ihn im Abgangszeugnis als einen „liebreichen, untadeligen, unermüdet fleißigen und über jedes Lob erhabenen“ Menschen. 1844 bekam Kommerell das Angebot, eine Lehrerstelle an einer privaten Schule in Stetten im Remstal zu übernehmen, das er gern annahm. Er unterrichtete dort Sprachen und Mathematik. Durch „Lebhaftigkeit, Gewandtheit und eigenen Eifer für die vorgetragenen Fächer“ konnte er seinen Schülern, auch solchen, die als schwach galten, Lust und Liebe zum Lernen einflößen und dadurch sehr gute Ergebnisse erzielen. Wegen Meinungsverschiedenheiten mit dem Leiter der Anstalt in Bezug auf einen Lehrerkollegen gab er die Stelle jedoch nach einem Jahr wieder auf und kehrte nach Tübingen zurück. Dort nahm er offiziell die nie unterbrochenen mathematisch-physikalischen Studien wieder auf, um im Dezember 1846 das Oberreallehrerexamen mit der Note IIa zu bestehen.

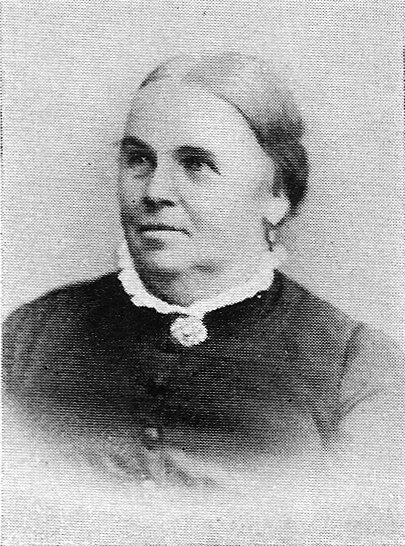
Julie Kommerell geb. Steudel

Für das vorgeschriebene Probejahr bekam Kommerell im Januar 1847 die Stelle eines Repetenten für höhere Mathematik an der Polytechnischen Schule in Stuttgart. Im Mai 1847 wurde er zusätzlich Amtsverweser auf der Stelle für deutsche Sprache und Literatur. Im November 1847 legte er den praktischen Teil des Oberreallehrerexamens mit der Note Ib ab. Im Winter 1848/49 unternahm er eine technologisch orientierte wissenschaftliche Reise nach Belgien und Frankreich, wofür er eine staatliche Unterstützung von 600 fl bekam. Auf der Reise besichtigte er zahlreiche Industrie- und Gewerbeobjekte und besuchte viele Universitätsvorlesungen, z. B. über Anwendung der Naturwissenschaften im Ackerbau bei Antoine Becquerel, Physik bei Desprez, Astronomie bei Leverrier, Wahrscheinlichkeitsrechnung bei Lamè, Physik der Gase und Dämpfe bei Henri Victor Regnault, beschreibende Geometrie bei Théodore Olivier, angewandte Mechanik bei Arthur Morin und nicht zuletzt angewandte Chemie bei Anselme Payen. Außerdem betrieb er Studien in den Bibliotheken, die als Vor- und Nachbereitung der Besichtigungen der Industrieobjekte dienten. Über die Reise verfasste er einen 33-Seiten-langen Bericht.
Nach der Rückkehr Ende März 1850 arbeitete Kommerell zunächst als Amtsverweser zuerst in Reutlingen, dann in Sulz. Ab dem 15. Oktober 1850 bekam er eine Stelle eines Reallehrers in Heidenheim mit der Besoldung von 700 fl plus 80 fl Wohngeld jährlich. Dank dieser Einstellung konnte er am 10. Oktober 1850 in Eßlingen Julie Steudel (* 2. September 1825; † 9. Oktober 1886, eine Tochter des Eßlinger Kaufmanns Immanuel Steudel und seiner Frau Wilhelmine) heirateten, mit der er sich ein Jahr zuvor verlobt hatte.

### Tübingen
Anfang Oktober 1852 bekam Kommerell endlich das Angebot, eine Lehrer- und Vorstandstelle an der Realschule in Tübingen ab dem 23. Oktober zu übernehmen. Das Gehalt betrug anfangs 1000 fl jährlich. Diese Stelle hatte er bis zu seinem Tod, also knapp 20 Jahre. Er unterrichtete hauptsächlich Mathematik und naturwissenschaftliche Fächer, aber außerdem viele Jahre Französisch, aber manchmal auch Geschichte, Erdkunde und Deutsch. Dank seines großen Engagements gelang es ihm, die Schule in seiner Amtszeit zu stärken und sie zur ersten Blüte zu bringen. Zu seiner Amtszeit zog die wachsende Schule zweimal um: 1853 aus dem ehemaligen Kornhaus in das Gebäude der Mädchenschule an der Stiftskirche und 1861 in die Schola anatolica auf dem Schulberg.
Seine Energie reichte trotzdem noch für andere Aktivitäten aus. Seit 1856 war er zusätzlich Vorstand der neugegründeten gewerblichen Fortbildungsschule, wo er Mechanik und Technologie unterrichtete. Trotz dieser beruflichen Belastung fand er die Zeit, seine Dissertation über „Mittellote in Dreiecken und Vierecken“ zu schreiben, die er 1857 an der Universität Tübingen vorlegte und wodurch er den Doktortitel erlangte. Auf vielfach gehegten Wunsch gründete er 1860 – das zunächst private – „Institut für konfirmierte Töchter“, aus dem später die Mädchenoberrealschule hervorging. Neben den bisherigen Ämtern leitete er auch diese Schule und unterrichtete dort Physik. Physik unterrichtete er auch am Gymnasium. Ab 1857 unterrichtete er die sich für die Realschule vorbereitenden Lehramtskandidaten des Stifts im geometrischen Zeichnen. Diese Studenten betreute er im Rahmen der ab 1860 an der Realschule geschaffenen Praktiken. Ab 1867 wurde sein Unterricht am Stift um Elementarmathematik erweitert. Obwohl die Fakultät anderer Meinung war, beantragte der Senat der Universität Tübingen angesichts Kommerells Rufes im Februar 1868 einen Lehrauftrag für ihn. Diesem Antrag entsprach das Kultministerium mit einem Erlass vom Juli 1868 und Kommerell wurde ab Wintersemester 1868/69 Dozent für darstellende Geometrie. Als im Dezember 1869 das Mathematische Seminar von Prof. Hermann Hankel und Privatdozent Sigmund Gundelfinger gegründet wurde, gehörte Kommerell zu seinem Lehrkörper und war Schriftführer. Nichtsdestotrotz war er auch geschätzter Reallehrerexaminator in Stuttgart. 1871 wurden an der Universität Vorbereitungen für die Eröffnung eines Lehrstuhls für Technologie getroffen, den Kommerell übernehmen sollte. Wegen seiner Krankheit mit Todesfolge kam es nicht mehr dazu.
Neben seiner aktiven Lehrtätigkeit verfasste Kommerell mehrere Schriften, darunter zwei Lehrbücher. Sein Lehrbuch der Stereometrie bildete 60 Jahre lang die Grundlage des Schulunterrichts der Stereometrie in Württemberg. In fast jedem Jahrgang des „Korrespondenzblattes für Gelehrten- und Realschulen“ erschien eine Abhandlung Kommerells.
Kommerell wohnte in Tübingen anfangs in der Neckarhalde, 1859 zog er an den Stadtgraben gegenüber dem Botanischen Garten um. In der zweiten, größeren Wohnung gab es auch ein Zimmer, das an Studenten vermietet werden konnte. Sein berühmtester Mieter war der damalige Doktorand und spätere Nobelpreisträger William Ramsay. In der Anfangszeit wurde regelmäßig ein offener Abend gehalten, an dem sich Studenten gerne beteiligten, darunter z. B. die späteren Berliner Professoren Gustav Schmoller (Nationalökonom) und Julius Weizsäcker (Historiker). Kommerell unterhielt freundschaftliche, zwanglose Beziehungen zu seinen Nachbarn und ihren Familien. Man traf sich zu Hause oder unternahm Spaziergänge. Es handelt sich um Prof. Wilhelm Siegmund Teuffel, Kanzleirat Jäger, Prof. Heinrich von Weber, Postkassier Sartor, Vetter Konsul Louis Commerell, Prof. Kraut, Prof. Müller, Prof. Bender, Repetenten Gustav Wilhelm Sandberger und Demmler. Nach dem Umzug an den Stadtgraben kam Prof. Maier hinzu. Zu den Personen, die er von der Universität her kannte und mit denen er private Beziehungen unterhielt, gehörten die Brüder Carl Heinrich und Julius Weizsäcker und Kanzler Gustav von Rümelin.
Kommerell war so intensiv beschäftigt, dass man sich das kaum vorstellen kann. Das ermöglichte ihm einerseits seine richtige psychische und körperliche Disposition, andererseits hatte er Halt in seiner Frau, die ihn immer unterstützte. Das glücklich verheiratete Paar lebte in Tübingen, ohne größere Reisen zu unternehmen. Im Sommer fuhren die Eheleute gewöhnlich zu den Schwiegereltern nach Esslingen. Nur einmal, 1870, fuhr das Ehepaar gemeinsam zum Urlaub in die Schweiz, wo es sich kurz am Vierwaldstättersee und am Rigi erholte.

## Tod und Gedenken
Kommerell erkrankte im Alter von 54 Jahren an Gehirnabszess, was sich mit dem ersten Anfall der Krankheit am 2. Januar 1872 kundtat. Nach der anfänglichen Besserung folgten weitere Anfälle, die eine halbseitige Lähmung zur Folge hatten. Letztendlich starb Kommerell kurz danach, am 22. Februar 1872. Bei der Beerdigung am 24. Februar hielten Diaconus Seyerlen sowie im Namen der vorgesetzten Behörde Oberstudienrat Fischer die Grabreden.
Um das Gedenken dieses herausragenden Mannes zu würdigen, erschien im Juli 1876 ein Spendenaufruf. Die Spenden gingen in reichlicher Höhe ein. Statt einer ursprünglich geplanten Gedenktafel konnte aus dem gesammelten Geld eine Marmorbüste gestiftet werden, für die der Zeichenlehrer Weidle den Auftrag bekam. Die Büste wurde im Zeichensaal der Realschule aufgestellt und mit der Feier am 22. Februar 1881, auf der Kommerells Nachfolger als Vorstand der Realschule Dr. Friedrich Ramsler eine Rede hielt, eingeweiht. Nach dem Bau des neuen Gebäudes der Schule in der Uhlandstraße wurde die Büste 1910 ins Konventzimmer des Neubaus verlegt. Der Rest der eingegangenen Spenden wurde zum Grundstock einer Kommerell-Stiftung.

## Leistung
Kommerell besaß nicht nur ein gründliches und umfassendes mathematisches Wissen, sondern auch Lehrtalent. Obwohl er an einer Realschule arbeitete, besaß er – dank dem Seminar Maulbronn und dem Studium im Tübinger Stift – eine gediegene humanistische Bildung, die er schätzte. Er hatte einen ausgesprochen praktischen Sinn und ein „warmes“ Verständnis für die Jugend. Alle diese Merkmale machten aus ihm einen hervorragenden Lehrer und Schulleiter. Er wurde für die Vielseitigkeit und Beweglichkeit seines Geistes, der sich auf ihm noch fremden Gebieten rasch zurechtfand, gelobt. Da seine Meinung auch von seinen Vorgesetzten geschätzt wurde, prägte er in gewissem Maße das Schulwesen in Württemberg. Er trat nämlich schon früh dafür ein, dass die Reallehrer an der Universität studieren sollten. Kommerell zeichneten sowohl der Hang zum Fortschritt, als auch eine nüchterne Besonnenheit aus.
Kommerell war außerdem zeichnerisch sehr begabt und hinterließ eine Fülle Zeichnungen, die häufig auf humoristische Weise Szenen aus seinem Leben, aus dem Leben der Familie oder der Bekannten darstellten. Er fertigte aber auch bereits seit der frühesten Zeit zahlreiche Porträts seiner Schüler und Kollegen an sowie Landschaften und Architekturdarstellungen. Ein auf Wunsch der Kirchengemeinde Kuppingen von ihm gezeichnetes Luther-Porträt hing noch in den 1920er Jahren in der Sakristei. Er fand auch Zeit und Muße, Gedichte zu schreiben, in denen sein köstlicher Humor, sein warmes Gefühl, seine abgeklärte Persönlichkeit zum Ausdruck kamen. Als einer der wenigen Schwaben war Kommerell seit seiner Jugend ein entschiedener Befürworter der Vereinigung Deutschlands unter Führung Preußens und freute sich, dies zu seinen Lebzeiten zu erleben.

## Kinder
- Erwin (* 5. September 1851 in Heidenheim; † 18. Januar 1854 in Tübingen)
- Clara (* 30. Dezember 1852 in Tübingen; † 3. Oktober 1887 in Ulm; ⚭ 1880 Eberhard Nestle, Theologe)
- Eugen (* 17. November 1854; † 13. Februar 1936 in Bad Cannstatt), Arzt
- Richard (* 28. Januar 1857; † 12. September 1940 in Stuttgart), Kaufmann
- Elise (Elle) (* 16. Juli 1861; ⚭ 1883 Otto Pfeilsticker, Arzt in Schwäbisch Hall)
- Victor (* 17. April 1866; † 29. Mai 1948 in Tübingen), Mathematiker

## Veröffentlichungen
- Tabellen zum Aufstecken von Kreisbogen, 1854
- Gedanken eines Reallehrers über die Realschule. In: „Korrespondenzblatt für Gelehrten- und Realschulen“ 1854
- Schulbuch der ebenen Geometrie, Tübingen : Guttenberg 1856 (drei Auflagen)
- Bürgerschule und Realgymnasium. In: „Korrespondenzblatt für Gelehrten- und Realschulen“ 1864
- Lehrbuch der Stereometrie, 1864, 2. Auflage, Tübingen : Laupp 1873
  - Lehrbuch der Stereometrie. Auf Grund von Dr. Ferd. Kommerell’s Lehrbuch neu bearbeitet und erweitert von Guido Hauck, 8. Auflage, Tübingen : Laupp 1900, 10. Auflage 1909
- Aufgabensammlung aus der darstellenden Geometrie. In: Programm des königlichen Gymnasiums in Tübingen zum Schluss des Schuljahrs 1868–69, Tübingen : L. F. Fues 1869
- 105 Aufgaben aus der darstellenden Geometrie. Von Ferdinand Kommerell. In: Otto Böklen (Hrsg.): Mathematisch-naturwissenschaftliche Mitteilungen. I. Band, Heft 1, Tübingen: Verlag von Franz Fues 1887, S. 72–79